# 神戶學院大學
神戶學院大學是一所位於日本兵庫縣神戶市西部的私立大學，創立於1966年。校區鄰近明石海峽以及目前世界上最長的懸索橋明石海峽大橋。

## 學部與學科
- 法學部
  - 法律學科
- 經濟學部
  - 經濟學科
- 经营學部
  - 经营學科
- 人文學部
  - 人文學科
  - 人类心理學科
- 现代社会學部
  - 现代社会學科
  - 社会防灾學科
- 国际交流學部
  - 英语路线
  - 中文路线
  - 日语路线（外国人留学生）
- 综合康复训练學部
  - 理学疗法学科
  - 作业疗法学科
  - 社会复健训练学科
- 營養學部
  - 營養科
- 藥學部
  - 藥學科

### 研究所
- 法學研究科
- 經濟學研究科
- 人類文化學研究
- 综合康复学研究科
- 營養學研究科
- 藥學研究科
- 食品藥品綜合科學研究科

### 法科研究所
- 實務法學研究科

## 外部連結
神戶學院大學網站 （页面存档备份，存于）